# Nuit blanche (manifestation culturelle)
Pour les articles homonymes, voir Nuit blanche.

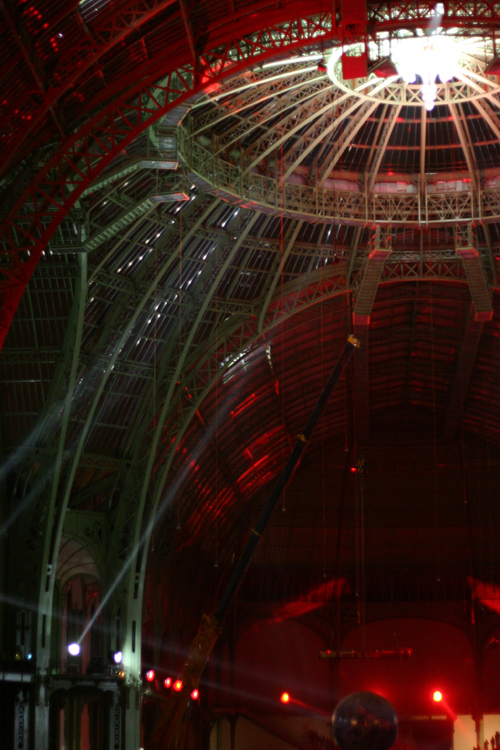
Nef du Grand Palais pendant l'édition 2005 de Nuit blanche à Paris ; l'édifice est mis en lumière par Thierry Dreyfus et en son par Frédéric Sanchez.

Nuit blanche est une manifestation artistique annuelle qui se tient pendant toute une nuit. Typiquement, elle propose gratuitement l'ouverture au public de musées, d'institutions culturelles et d'autres espaces publics ou privés, et utilise ces lieux pour présenter des installations ou des performances artistiques.
Le principe d'une telle manifestation existe depuis de nombreuses années, notamment dans les pays nordiques. Toutefois, dans sa forme actuelle, le concept a été lancé en 2002 à Paris, en France, et reproduit ensuite dans de nombreuses villes, comme Rome, Montréal, Toronto, Bruxelles, Madrid, Lima, Málaga, Leeds, Taipei ou Séoul.

## Terminologie
Certaines villes utilisent le terme français « Nuit blanche » (ou « Nuits blanches », si l'événement s'étale sur plus d'une nuit). D'autres font usage des mêmes mots dans leur propre langue : White Nights en anglais, Notte bianca en italien, La Noche en blanco en espagnol, Noaptea alba en roumain, Baltā Nakts en letton. D'autres encore inventent leurs propres noms, comme Lejl Imdawwal (« Nuit éclairée ») en maltais, Virada Cultural en portugais, Taiteiden yö (« Nuit des arts ») en finnois ou Kulturnatten (« Nuit de la culture ») en danois.

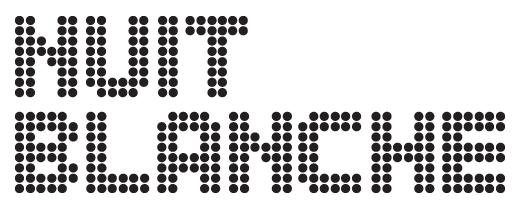
Logo officiel Nuit Blanche Bruxelles

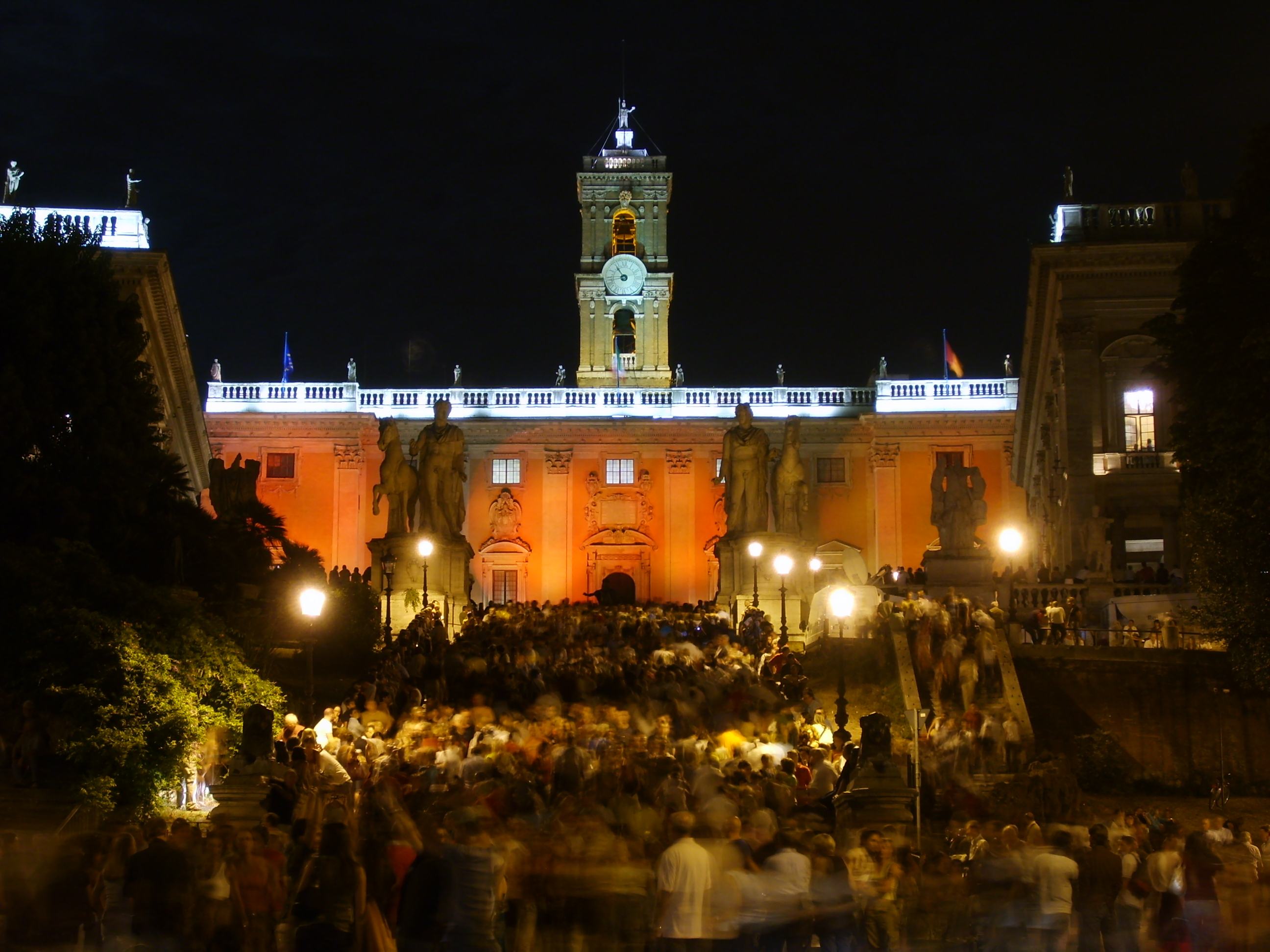
Vue des escaliers conduisant au Capitole pendant l'édition 2006 de Notte bianca, à Rome.

Pour le projet de Bruxelles, on constate que la titraille prend régulièrement les deux derniers chiffres de l'année en cours. Ceci influençait les URLs et nécessitait des changements chaque année. Un choix stratégique a fixé cet URL de campagne à http://nuitblanchebrussels.be, ceci souligne la portée internationale de Nuit Blanche. Depuis 2012, nous assistons à une lecture centrée sur le nom de l’événement. Une autre particularité pour Bruxelles est d'utiliser le même logo depuis ses débuts. Même s'il a subi quelques aménagements, il conserve les mêmes codes graphiques et renforce la fidélité à son projet d'origine et à son identité.

## Historique

### Origines
Les manifestations de ce genre tirent leurs origines de plusieurs endroits. Dans les pays nordiques, la « nuit blanche » fait référence à la période où le crépuscule dure toute la nuit, de mi-mai jusqu'à mi-juillet. À Saint-Pétersbourg, le festival des nuits blanches présente pendant plusieurs mois des événements culturels, des carnavals de rue ainsi que la manifestation des Voiles rouges, célèbre pour ses feux d'artifice.
À Lyon, les illuminations de la Fête des Lumières sont accompagnées d'animations nocturnes à partir de 1989.
À Nantes, le festival des Allumées, organisé par Jean Blaise, met en scène pendant une semaine d'octobre, de 1990 à 1995, des manifestations diverses dans des lieux inhabituels.
En 1997, Berlin organise la première Longue Nuit des musées avec une douzaine d'institutions participantes.

### En Europe

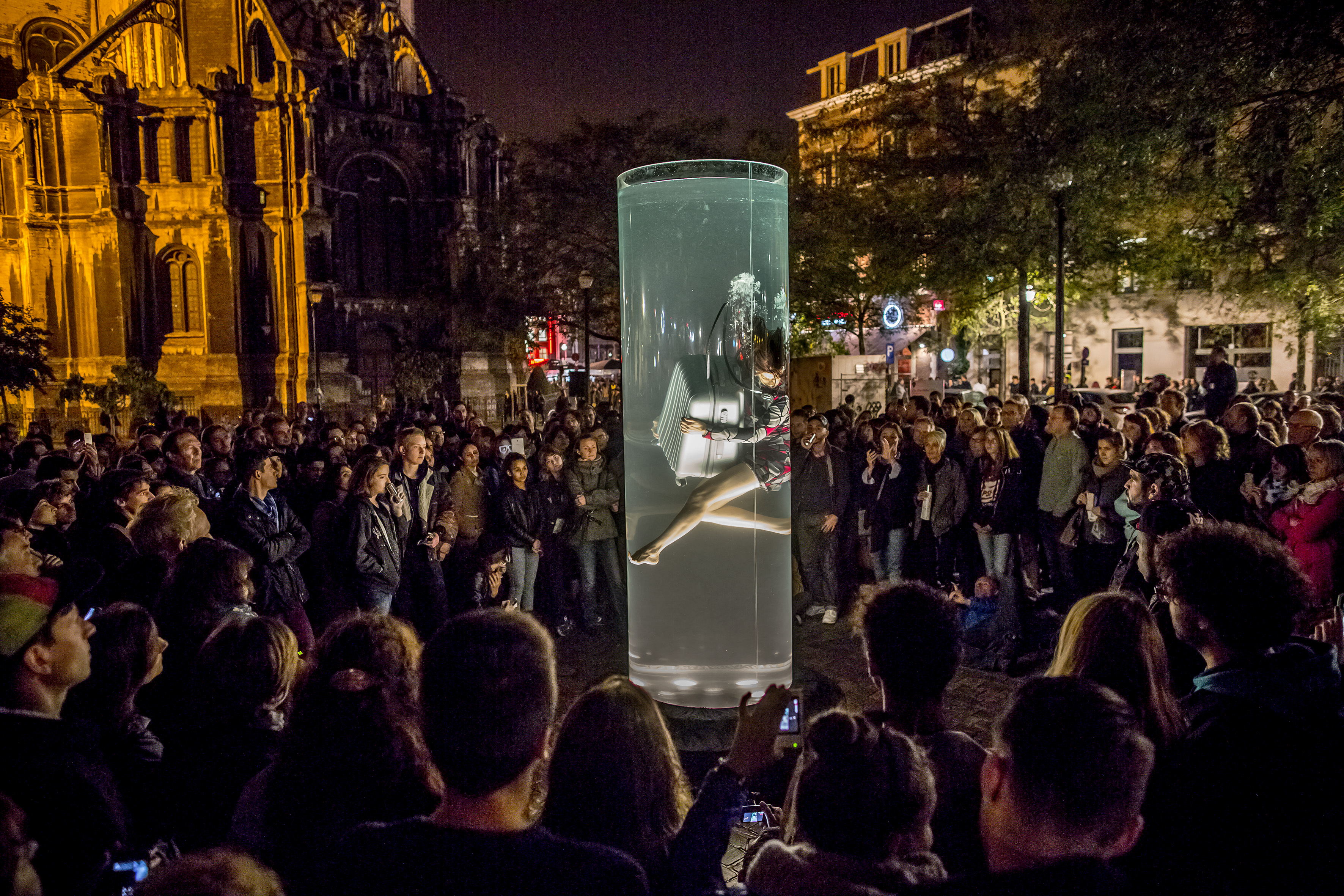
Spectacle pendant l'édition 2015 de Nuit Blanche à Bruxelles.

Paris organise le premier festival Nuit blanche en 2002. Le maire, Bertrand Delanoë, sous l'impulsion de son adjoint à la culture, Christophe Girard, confie à Jean Blaise la direction artistique du nouvel évènement. Les bases du festival sont définies : il a lieu dans la nuit du samedi au dimanche du premier week-end d'octobre, et fait intervenir des artistes contemporains dans des lieux qui ne sont en principe pas ouverts au public, ou dont la fonction première n'est pas artistique. Le festival est reconduit chaque année à la même date, avec un programme différent. Le budget est de 1,5 million d'euros (2012) financé chaque année par la Ville de Paris à hauteur de 1,2 million d'euros. À la suite d'une votation citoyenne et à compter de 2023, la Nuit blanche parisienne est organisée le premier week-end de juin. La vingt-deuxième Nuit blanche a lieu dans la nuit du 1er au 2 juin 2024 dans le Grand Paris.
Depuis 2002, la manifestation conçue à Paris a été reprise par de nombreuses villes.
À partir de 2003, Rome organise la Notte bianca à la mi-septembre,. Depuis 2016, une Nuit Blanche est organisée par la Villa Médicis en son sein.
En 2002, Bruxelles suit le mouvement et organise sa première Nuit Blanche. À la suite de cette première édition bruxelloise, un symposium a eu lieu afin de réfléchir sur le développement de la vie nocturne bruxelloise. L'une des spécificités de la Nuit Blanche de Bruxelles, depuis son adhésion à la charte européenne en 2005, est son aspect participatif, lequel repose sur un appel à projets lancé à l’attention de tous les acteurs culturels. Ainsi, chaque édition suscite l’émergence de dizaines de projets émanant d’artistes reconnus ou débutants, d’institutions culturelles publiques et privées, mais aussi du milieu associatif. La Nuit Blanche de Bruxelles collabore avec Mons 2015, la capitale européenne de la culture de cette même année. Elle lance la saison automnale, qui a comme thème : Renaissance. Bruxelles se fait partenaire de la Nuit Blanche, tout comme plusieurs grandes villes importantes de Belgique : Anvers, Bruges, Charleroi, Liège... Divers projets artistiques mettent à l'honneur tout aussi bien les Bruxellois que de grandes figures internationales ; en 2015, la Nuit Blanche de Bruxelles accueille l'artiste Zimoun au sein de la « CENTRALE for contemporary art. », un lieu d'exposition de la capitale. Le 5 octobre 2019, la Nuit Blanche de Bruxelles se déroulera sur le site de Tours & Taxis et présentera une dizaine de projets autour de la thématique très actuelle de l'écologie.
En 2005, des initiatives similaires ont également lieu dans d'autres villes italiennes, comme Naples, Gênes, Turin, Reggio de Calabre et Catanzaro. À Leeds se tient au même moment la Light Night et, en 2009, un réseau de villes britanniques est mis en place pour ce festival.
Un événement similaire a lieu à La Valette, capitale de la république de Malte depuis 2006.
En Espagne, Málaga organise une Noche en Bianco depuis 2008.
En France, la ville de Metz organise une nuit blanche entre 2008 et 2013.
Le 2 octobre 2010 est organisée la première Nuit blanche (slovaque : biela noc) de Košice en Slovaquie.
Au Portugal, Braga organise une Nuit blanche (portugais : Noite branca) chaque année en septembre depuis 2012, où cette manifestation avait été organisée dans le cadre de la Capitale européenne de la jeunesse. La manifestation de 2016 est organisée dans le cadre de la candidature de Braga au Réseau des villes créatives UNESCO pour la catégorie des Arts numériques.
Dans la nuit du 3 au 4 juin 2023, la première Nuit blanche parisienne printanière est organisée autour de la Seine sous la direction de Kitty Hartl :

« Pour sa première édition printanière, ce samedi 3 juin, la Nuit blanche naviguera autour de la Seine dans une programmation qui laisse une grande place au spectacle vivant. Avec une forte concentration de projets artistiques dans la Métropole du Grand Paris, sur la centaine de projets artistiques présentés, elle se diffusera, pour la troisième année de suite, jusqu’au Havre, en passant par Rouen. La référence fluviale a servi de source d’inspiration à Kitty Hartl, qui pilote à nouveau la direction artistique de l’événement, après celle de l’édition 2022. »

— Djaïd Yamak et Emmanuelle Jardonnet, Le Monde

### En Amérique

#### Amérique du Nord

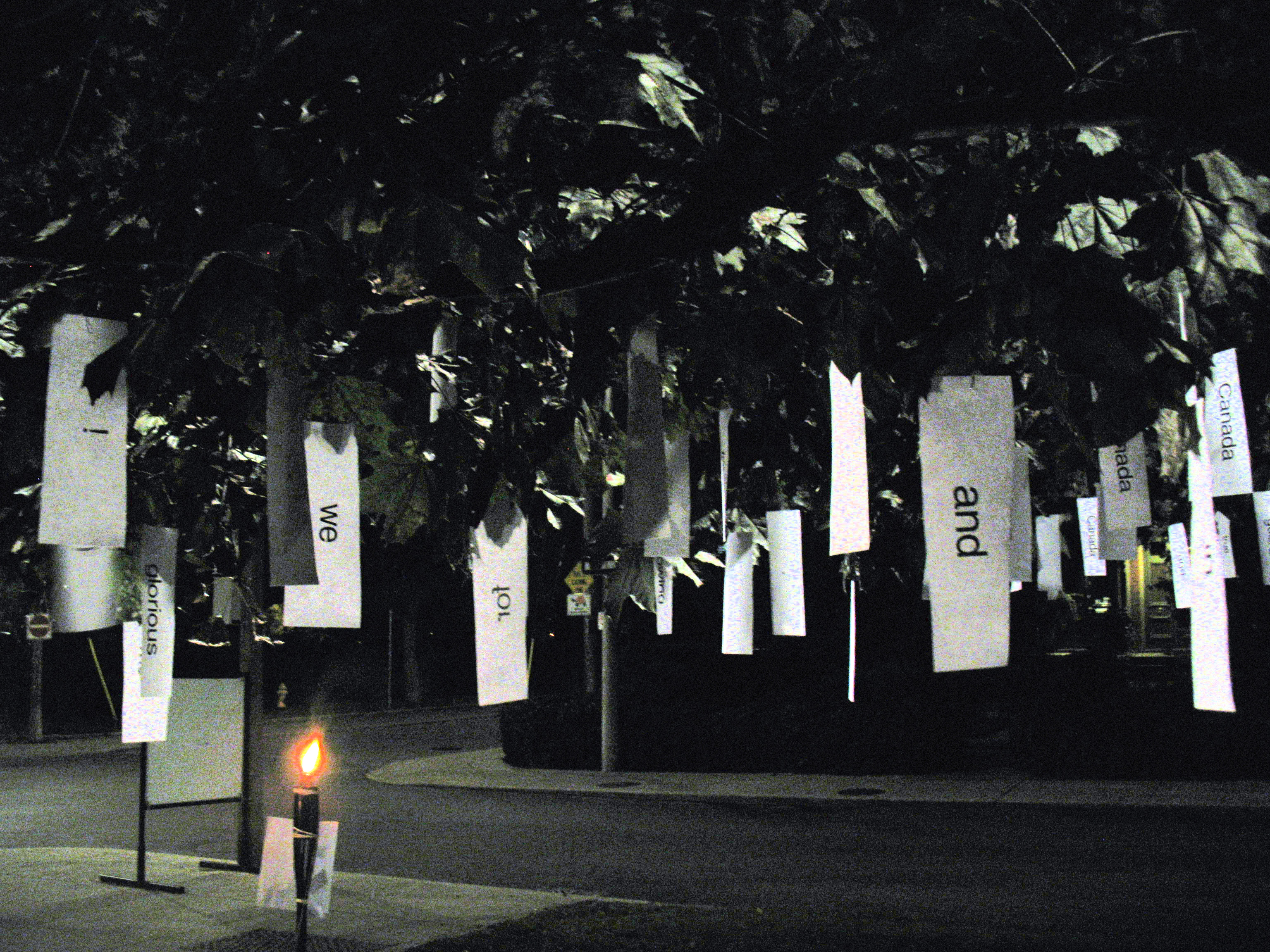
The Poet Tree, installation de Kelly Rogers pendant l'édition 2008 de Nuit blanche à Toronto.

En 2004, Montréal organise la première Nuit blanche en Amérique du Nord, inspirée du concept de Christophe Girard. L'évènement est le dernier du festival Montréal en lumière. En 2010, la Nuit blanche attire près de 325 000 participants avec 180 activités (la majorité d’entre elles sont gratuites). 
En novembre 2003, la municipalité d'Alma au Québec, met sur pied La Flashe Fête, un événement similaire à la Nuit blanche mais d'une durée de 36 heures de création.
En 2006, Toronto organise une Nuit blanche, grâce à la participation de Christophe Girard.
En 2007, Looptopia (en) est organisée à Chicago en mai.
Santa Monica organise son premier festival bisannuel du Glow le 19 juillet 2008.
À Mexico, la "noche de museos" offre une grande variété d´activités culturelles avec plus de 68 institutions participantes. Cette initiative a commencé en 2009.

#### Amérique du Sud
En 2008, Lima héberge une Noche en blanco à la mi-mai.
La Nuit blanche la plus haute du monde a lieu à La Paz (Bolivie) à 3 700 m au-dessus du niveau de la mer le 28 octobre 2011.
À Bogota, la "Noche en Blanco" a été réalisée 2013, 2014 et 2015.

### En Asie-Pacifique
Taipei a commencé sa première Nuit Blanche en 2016, en appuyant sur le quartier d'ouest en même temps le vieux-Taipei. Jusqu'en 2018, il y a plus de 400 000 participants. En 2019, avec beaucoup plus de 400 000 participants, Taipei est la ville asiatique la plus active sur La Nuit Blanche.
Séoul a mis en place son premier festival culturel nocturne, Seoul Open Night, en août [Quand ?]. Le Festival d'Auckland possède une Nuit blanche depuis mars 2011.
Une Nuit blanche est organisée à Kyoto depuis plusieurs années par l'Institut français du Japon - Kansai.

## Éditions parisiennes
Directeurs artistiques des éditions parisiennes du festival Nuit blanche :
- 2002 : Jean Blaise, Alice Lepers, Virginie Pringuet, Michel Quéré
- 2003 : Ami Barak, Pierre Bongiovanni, Robert Fleck, Camille Morineau, Suzanne Pagé, Gérard Paquet
- 2004 : Ami Barak, Hou Hanru, Nicolas Frize
- 2005 : Jean Blaise, Kitty Hartl, Virginie Pringuet, Joy Sorman
- 2006 : Nicolas Bourriaud, Jérôme Sans
- 2007 : Jérôme Delormas, Jean-Marie Songy
- 2008 : Ronald Chammah, Hervé Chandès
- 2009 : Alexia Fabre, Frank Lamy ; présentation de A Needle Woman sur la façade de l'Hôtel de ville.
- 2010 : Martin Béthenod
- 2011 : Alexia Fabre et Frank Lamy assistés de Annabelle Constant
- 2012 : Laurent Le Bon
- 2013 : Chiara Parisi et Julie Pellegrin
- 2014 et 2015 : José-Manuel Gonçalvès
- 2016 : Jean de Loisy
- 2017 : Charlotte Laubard
- 2018 : Gaël Charbau
- 2019 : Didier Fusillier, Jean-Max Colard
- 2020 : Jeanne Brun, Amélie Simier, Fabrice Hergott, Christophe Leribault
- 2021 : Sandrina Martins, Mourad Merzouki
- 2022 et 2023 : Kitty Hartl
- 2024 : Claire Tancons

Le budget de l'édition 2007 est d'environ 1,65 million d'euros, dont 1,15 pour la ville de Paris et 500 000 pris en charge par des partenaires privés ; elle attire à cette date 2 millions de visiteurs.
Les lieux utilisés pendant la manifestation varient suivant les années. Les dernières éditions tendent à les concentrer dans des périmètres restreints. À partir de 2004, la ligne 14 de métro automatique fonctionne toute la nuit, permettant de relier certains des événements. Des parcours de bus nocturnes spécifiques sont également mis en place.

### Faits divers liés à la manifestation
Nuit blanche connaît parfois des incidents.
En 2002, lors de la première édition, le maire Bertrand Delanoë est agressé et blessé à l'arme blanche par un déséquilibré.
En 2007, un groupe de cinq personnes force une porte du musée d'Orsay et se livre à des dégradations, particulièrement sur la toile Le Pont d'Argenteuil de Claude Monet.